# ساهاک کاراپتیان (وکیل)
ساهاک آلبرتی کاراپتیان (ارمنی: Սահակ Ալբերտի Կարապետյան؛ انگلیسی: Saak Karapetyan؛ ۲۸ مارس ۱۹۶۰ – ۳ اکتبر ۲۰۱۸) وکیل و سیاستمدار ارمنی‌تبار اهل روسیه بود که از تاریخ ۲۰۱۶ تا تاریخ ۳ اکتبر ۲۰۱۸ سمت معاونت دادستانی کل فدراسیون روسیه را برعهده داشت. 

## زندگی‌نامه
وی همچنین برندهٔ جوایزی همچون نشان دوستی و مدال بزرگداشت ۸۵۰مین سالگرد مسکو شده است. وی در سانحه سقوط یوروکوپتر ای‌اس۳۵۰ اکوروی در کوستروما درگذشت.

## نگارخانه

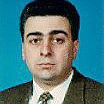